# Lykaon (Troer)
Lykaon (altgriechisch Λυκάων Lykáōn) ist eine Gestalt der griechischen Mythologie.
Lykaon war einer der 50 Söhne des Königs Priamos von Troja, seine Mutter hieß Laothoë. Als der Trojanische Krieg in Gang war, wurde er, als er zwecks Herstellung von Radkränzen für seinen Streitwagen Feigenholz schnitt, von Achilles entführt und als Sklave an den König Euneos von Lemnos verkauft. Eëtion bezahlte aber für die Freilassung seines Freundes Lykaon, der nun über Arisbe zum Palast seines Vaters nach Troja zurückkehrte. Nach zwölf Tagen traf Lykaon abermals auf Achilles und wurde von diesem, obwohl er ihn um Gnade anflehte, brutal getötet. Seine Leiche wurde in den Skamandros geworfen.